# Pachyramphus viridis
Pachyramphus viridis е вид птица от семейство Tityridae.

## Разпространение
Видът е разпространен в Аржентина, Боливия, Бразилия, Венецуела, Гвиана, Еквадор, Парагвай, Перу и Уругвай.